# 454 av. J.-C.
Cette page concerne l'année 454 av. J.-C. du calendrier julien proleptique.

## Événements
- Été : les Perses, dirigés par le satrape Mégabyze, reprennent le contrôle de l'Égypte après avoir fait subir de nombreuses pertes aux Grecs venus aider les Égyptiens. Les Grecs réfugiés sur une île du delta du Nil sont massacrés tandis qu'une flotte de renfort est anéantie[1].
  - À la suite des révoltes, les rapports entre le pouvoir perse et la province d’Égypte se durcissent, l’autorité du satrape se fait plus rigoureuse et pesante. Dans le milieu des temples apparaît une propagande nationaliste, dont les thèmes marquent les discours d’Hérodote qui visite l’Égypte vers 450 av. J.-C.. Il y recueille alors une version retranscrite des événements de l’invasion évoquant la fourberie, la cruauté et la folie de Cambyse II, la profanation des temples, un meurtre du taureau sacré Apis. Il présente ainsi la victoire perse comme un scandale marquant le retour des forces du chaos face à l’ordre cosmique de la Maât. Cette propagande anti-perse sera encore amplifiée sous les Ptolémées pour justifier leur pouvoir.
- Automne : Périclès prend la tête de la flotte athénienne à Pegae, en Mégaride pour une expédition dans le golfe de Corinthe[1] (ou au printemps[2]). Malgré sa victoire, il ne réussit pas à prendre Sicyone mais obtient l’adhésion de l’Achaïe[3].

- 29 septembre : début à Rome du consulat de Spurius Tarpeius Montanus Capitolinus et A. Aternius (Aterius) Varus Fontinalis[4].
  - Les magistrats plébéiens condamnent les consuls sortants Titus Romilius et Caius Veturius Cicurinus à de fortes amendes[4].
  - Les consuls promulguent la lex Aternia Tarpeia fixant en as le montant des amendes[5].

- Le trésor de la ligue de Délos est transféré sur l'Acropole d'Athènes[6] où il sera géré par l’ecclésia car l'échec de l'expédition d'Égypte laisse planer la menace d'une revanche perse.

- Perdiccas II devient roi de Macédoine (fin en 413 av. J.-C.). Il lutte contre les Thraces (Odryses) et manœuvrera entre Sparte et Athènes pendant la guerre du Péloponnèse[7].

- Tentative échouée de reprise du pouvoir par les tyrans à Syracuse, s’appuyant sur les pauvres (Tyndaridès). Les démocrates instituent le pétalisme, à l’imitation de l’ostracisme athénien[8],[9].
- Hostilités entre Ségeste et Lilybée[9].

## Décès
- Alexandre Ier de Macédoine